# Salganea shelfordi
Salganea shelfordi es una especie de cucaracha del género Salganea, familia Blaberidae.